# Patterned Lake
Patterned Lake är en sjö i Antarktis. Den ligger i Östantarktis. Australien gör anspråk på området. Patterned Lake ligger 540 meter över havet. Arean är 0,35 kvadratkilometer. Den sträcker sig 0,1 kilometer i nord-sydlig riktning, och 3,8 kilometer i öst-västlig riktning.
I övrigt finns följande vid Patterned Lake:
- Blair Peak (en bergstopp)
- Nordkammen (en bergskedja)